# Amenmosze (írnok)
Amenmosze, Pendzserti fia ókori egyiptomi írnok volt a XIX. dinasztia idején, II. Ramszesz uralkodása alatt.
Apja, Pendzserti bíró volt, aki Iuni (a mai Eszna) városából származott; anyja, Muteminet (becenevén Ini vagy Inti) Ámon, Mut és Honszu istenek szisztrumosa. Amenmosze számos műemléke említi Neith istennőt, amivel talán apja szülőhelye előtt tiszteleg, mert Neithet az ő városában imádták. Amenmosze thébai sírjában, a TT373-ban nemcsak írnokként nevezi meg magát, hanem a templomok elöljárójaként is; ez arra utalhat, hogy a templomokat ellenőrizte. Emiatt lehet, hogy említései számos különböző helyen maradtak fenn.

## Említései
Amenmosze a következő helyekről ismert:
- Sírja, a thébai TT 373.[2][3] 1948-ban fedezték fel, helyi lakosok találták meg egyikük háza alatt.[1]
- Kockaszobor, ma Kairóban, az Egyiptomi Múzeumban (CGC 42,169).[3]
- Szobortöredék Kantírból.[3]
- Szobor, ma a British Museumban (BM 137). Amenmoszét Pendzserti és Inti fiaként nevezi meg.[3]
- Szobor a líbiai Tolemaitából. Amenmoszét Pendzserti tisztségviselő és Muteminet szisztrumjátékos fiaként nevezi meg.[3]
- Szobor Memphiszből. Két darabba tört, ma a Bécsi Szépművészeti Múzeumban (5749) és a Manchesteri Egyetem Múzeumában található.[3]

## Fordítás
- Ez a szócikk részben vagy egészben  az   Amenmose, Son of Pendjerty című angol Wikipédia-szócikk ezen változatának fordításán alapul.  Az eredeti cikk szerkesztőit annak laptörténete sorolja fel. Ez a jelzés csupán a megfogalmazás eredetét és a szerzői jogokat jelzi, nem szolgál a cikkben szereplő információk forrásmegjelöléseként.